# 老揚·勃魯蓋爾

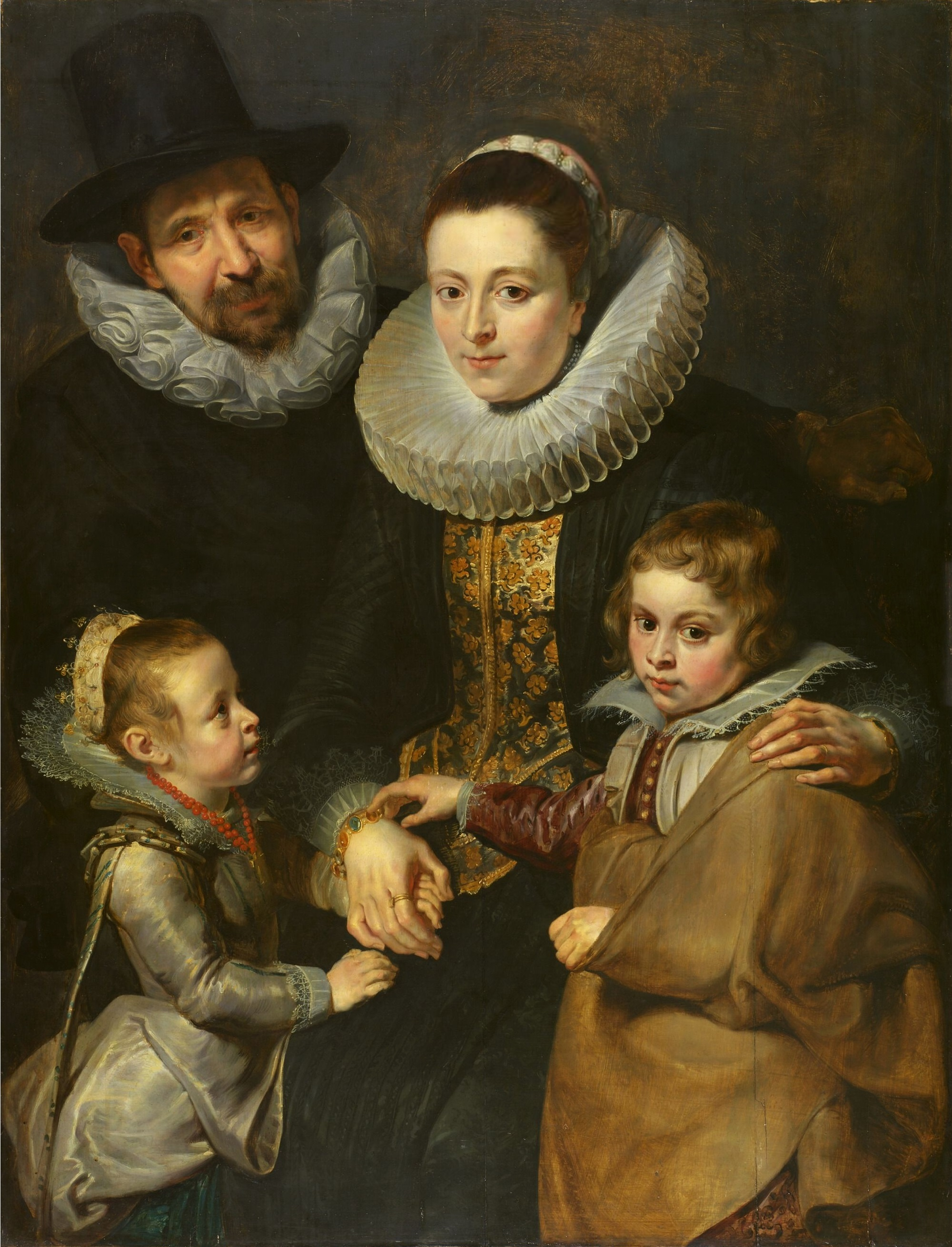
彼得·保罗·鲁本斯繪製的勃魯蓋爾家族畫像，最左側為老揚·勃魯蓋爾

老扬·勃鲁盖尔（1568年-1625年1月13日）是佛兰德画家，也是老彼得·勃鲁盖尔的小儿子。他是西屬尼德蘭君主阿尔布雷希特七世以及伊莎貝爾·克拉拉·歐亨妮亞的御用宫廷画家。